# We Are the Night
| Recensione           | Giudizio |
| -------------------- | -------- |
| AllMusic             | [ 3 ]    |
| Alternative Press    | [ 4 ]    |
| The A.V. Club        | B−       |
| Chicago Tribune      | [ 6 ]    |
| Entertainment Weekly | B+       |
| The Guardian         | [ 8 ]    |
| Pitchfork            | 3.8/10   |
| PopMatters           | 8/10     |
| Uncut                | [ 11 ]   |
| Under the Radar      | 7/10     |

We Are the Night è un album del gruppo musicale di musica elettronica britannico The Chemical Brothers, pubblicato il 15 giugno 2007 dall'etichetta discografica Virgin Records.
Dal disco sono stati pubblicati i singoli di successo Do It Again e The Salmon Dance.

## Tracce
CD (Virgin 3941582 (EMI) [eu] / EAN 0094639415823)
1. No Path to Follow – 1:04 (Tom Rowlands, Ed Simons, Willy Mason) – (feat. Willy Mason)
2. We Are the Night – 6:33 (Tom Rowlands, Ed Simons)
3. All Rights Reversed – 4:42 (Tom Rowlands, Ed Simons) – (feat. Klaxons e Lightspeed Champion)
4. Saturate – 4:49 (Tom Rowlands, Ed Simons)
5. Do It Again – 5:33 (Tom Rowlands, Ed Simons) – (feat. Ali Love)
6. Das Spiegel – 5:51 (Tom Rowlands, Ed Simons)
7. The Salmon Dance – 3:40 (Tom Rowlands, Ed Simons) – (feat. Fatlip)
8. Burst Generator – 6:51 (Tom Rowlands, Ed Simons)
9. A Modern Midnight Conversation – 5:56 (Tom Rowlands, Ed Simons)
10. Battle Scars – 5:50 (Tom Rowlands, Ed Simons, Willy Mason) – (feat. Willy Mason)
11. Harpoons – 2:25 (Tom Rowlands, Ed Simons)
12. The Pills Won't Help You Now – 6:35 (Tom Rowlands, Ed Simons) – (feat. Tim Smith dei Midlake)
13. Seal – 4:40 (Tom Rowlands, Ed Simons) – (feat. Juana Molina) (Bonus track per i negozi iTunes Stati Uniti, Regno Unito e Giappone)
14. The Rock Drill – 5:09 (Tom Rowlands, Ed Simons) – (feat. Juana Molina) (Bonus track per i negozi iTunes Stati Uniti, Regno Unito e Giappone)
15. No Need – 5:14 (Tom Rowlands, Ed Simons) – (Bonus track per il Giappone)

Durata totale: 74:52

## Classifiche
| Classifica          | Posizione raggiunta |
| ------------------- | ------------------- |
| Regno Unito         | 1                   |
| Belgio (Fiandre)    | 3                   |
| Irlanda             | 4                   |
| Svizzera            | 6                   |
| Italia              | 6                   |
| Paesi Bassi         | 17                  |
| Australia           | 18                  |
| Austria             | 18                  |
| Classifica mondiale | 18                  |
| Nuova Zelanda       | 19                  |
| Belgio (Vallonia)   | 21                  |
| Spagna              | 26                  |
| Francia             | 28                  |
| Germania            | 28                  |
| Polonia             | 47                  |
| Stati Uniti         | 65                  |
| Messico             | 88                  |